# Consistório Ordinário Público de 2024
O Consistório Ordinário Público de 2024 ocorreu na Cidade do Vaticano em 7 de dezembro de 2024 sob a presidência do Papa Francisco. Neste Consistório foram criados 21 novos cardeais, dos quais 20 eleitores e 1 emérito.

## Contexto

### Anúncio
Em 6 de outubro de 2024, o Papa Francisco anunciou durante o Angelus, de surpresa, que planejava criar 21 cardeais em 8 de dezembro, antecipado para o dia 7 de dezembro . Francisco disse: "Sua proveniência expressa a universalidade da igreja, que continua a anunciar o amor misericordioso de Deus a todos os homens na terra." Todos, exceto um, possuem idade para serem cardeais eleitores, e esse, Acerbi, com 99 anos, é "provavelmente o homem mais velho a ser nomeado cardeal".
Este foi o décimo Consistório para criação de cardeais de Francisco. Entre os anunciados para a púrpura, há o brasileiro Dom Jaime Spengler, O.F.M., presidente do Conselho Episcopal Latino-Americano e Caribenho e da Conferência Nacional dos Bispos do Brasil, o primeiro sérvio cardeal, László Német, S.V.D. e o primeiro cardeal oriundo da Igreja Católica no Irã, Dominique Joseph Mathieu, O.F.M.Conv.. Também há três nomes da Cúria Romana: Fabio Baggio, scalabriniano, subsecretário do Dicastério para o Serviço do Desenvolvimento Humano Integral, diretor-geral e pessoa de contato direto do Papa Francisco para o Borgo Laudato si' e o Centro De Alta Formação Laudato si' ; o arcebispo Rolandas Makrickas, lituano, 51 anos, em 2021 nomeado comissário extraordinário para a Basílica de Santa Maria Maior; e George Jacob Koovakad, indiano, uma figura conhecida do público em geral como organizador das viagens papais.

### Renúncia do bispo Syukur ao cardinalato
O bispo de Bogor, o franciscano Paskalis Bruno Syukur, pediu ao Papa para não ser criado cardeal durante este Consistório e o Papa Francisco atendeu ao seu pedido. A escolha do prelado, conforme informado pelo diretor da Sala de Imprensa da Santa Sé, Matteo Bruni, foi motivada por seu desejo de crescer ainda mais em sua vida sacerdotal, em seu serviço à Igreja e ao povo de Deus.

### Anúncio da criação de Mimmo Bataglia como cardeal
Por meio de uma declaração do Diretor da Sala de Imprensa da Santa Sé, de 4 de novembro de 2024, "o Papa Francisco anunciou que incluiu entre os nomes dos novos cardeais que serão criados durante o próximo Consistório, no dia 7 de dezembro, a Domenico Battaglia, arcebispo de Nápoles."

## Cerimônia
A celebração começou com o canto Tu es Petrus e as palavras de agradecimento a Francisco pronunciadas pelo primeiro cardeal da lista, Angelo Acerbi, que lembra precisamente a necessidade de “caminhar juntos”, expressa no último Sínodo, como o caminho a ser seguido. Ele falou do desejo comum de paz em um mundo desfigurado por desigualdades, guerras e pobreza, e acrescentou que a Encíclica Dilexit nos é “uma fonte de inspiração especial para o trabalho pastoral que cada um dos novos cardeais é chamado a realizar no seu próprio âmbito”.
Na homilia, o Papa reiterou um dos pilares do seu magistério: não perseguir os primeiros lugares, mas cultivar a humildade e a fraternidade. Não se deslumbrar pela sedução do prestígio, o Papa se referiu à atitude dos discípulos, não imunes a cedências, fragilidades, desorientações, infidelidades, mal-entendidos. Enquanto, de fato, Jesus está em um caminho cansativo, em subida, que o levará ao Calvário, lembrou Francisco, eles pensam na estrada suave, em descida, do Messias vitorioso.
| “ | "Isso também pode acontecer conosco: que nosso coração se perca pelo caminho, deixando-se deslumbrar pelo fascínio do prestígio, pela sedução do poder, por um entusiasmo demasiado humano pelo Senhor. Por isso é importante olhar para o nosso interior, colocar-nos humildemente diante de Deus e honestamente diante de nós mesmos, e nos perguntar: Para onde está indo o meu coração? Em que direção ele está se movendo? Talvez esteja indo na direção errada?" | ” |
| — Papa Francisco, «Papa aos novos cardeais: não ceder à competição corrosiva, mas construir a unidade» | |   |

O Papa falou das formas de imitar Jesus, colocando-o em seu caminho: curando as feridas do homem, aliviando os fardos de seu coração, removendo as pedras do pecado e quebrando as correntes da escravidão. O cardinalato não é o isolamento, mas a imersão contínua na vida das pessoas, em suas lutas e feridas, em seus desencantos. "Não esqueçamos que o cansaço estraga o coração e a água cansada é a primeira a se corromper", acrescenta o Papa. “A aventura do caminhar, a alegria de encontrar os outros, o cuidado com os mais frágeis: isso deve animar o vosso serviço como cardeais.”
No grupo de discípulos, “a traça da competição destrói a unidade”, continuou o Papa. Os cardeais são convidados a não cair nessa tentação, mas a derrubar os muros da inimizade, animados por aquele ardor na busca da unidade que era tão caro a São Paulo VI. Esse é o espírito que faz a diferença, conclui ele, em um mundo marcado pela “competição corrosiva”, em uma sociedade dominada pela obsessão das aparências e pela busca dos primeiros lugares.
Em seguida, o Papa pronunciou a fórmula para a criação dos novos purpurados, que juraram fidelidade e obediência ao Pontífice e a seus sucessores "até o derramamento de sangue". Um a um eles se aproximaram do Papa para receber os símbolos do cardinalato de joelhos: solidéu vermelho, barrete, anel e a atribuição a um Título ou Diaconia. Após, todos receberam o abraço de paz de Francisco.

## Cardeais
Os prelados elevados ao cardinalado foram os seguintes:
| Nº                            | País                          | Nome                                  | Idade                         | Cargo | Título ou Diaconia                                                     |
| Cardeal Emérito (não eleitor) | Cardeal Emérito (não eleitor) | Cardeal Emérito (não eleitor)         | Cardeal Emérito (não eleitor) | Cardeal Emérito (não eleitor)                                                                             | Cardeal Emérito (não eleitor)                                          |
| ----------------------------- | ----------------------------- | ------------------------------------- | ----------------------------- | --- | ---------------------------------------------------------------------- |
| 1                             | Itália                        | Angelo Acerbi                         | 99                            | Núncio Apostólico Emérito                                                                                 | Cardeal-diácono de Santos Anjos da Guarda na Città Giardino            |
| Cardeais Eleitores            |                               |                                       |                               | |                                                                        |
| 2                             | Peru                          | Carlos Gustavo Castillo Mattasoglio   | 74                            | Arcebispo de Lima                                                                                         | Cardeal-presbítero de Santa Maria das Graças em Casal Boccone          |
| 3                             | Argentina                     | Vicente Bokalic Iglic, C.M.           | 72                            | Arcebispo de Santiago del Estero                                                                          | Cardeal-presbítero de Santa Maria Madalena no Campo Marzio             |
| 4                             | Equador                       | Luis Gerardo Cabrera Herrera, O.F.M.  | 69                            | Arcebispo de Guayaquil                                                                                    | Cardeal-presbítero de Sagrada Família de Nazaré em Centocelle          |
| 5                             | Chile                         | Fernando Natalio Chomalí Garib        | 67                            | Arcebispo de Santiago do Chile                                                                            | Cardeal-presbítero de São Mauro Abade                                  |
| 6                             | Japão                         | Tarcisius Isao Kikuchi, S.V.D.        | 66                            | Arcebispo de Tóquio                                                                                       | Cardeal-presbítero de São João Leonardo                                |
| 7                             | Filipinas                     | Pablo Virgilio Siongco David          | 65                            | Bispo de Kalookan                                                                                         | Cardeal-presbítero de Transfiguração de Nosso Senhor Jesus Cristo      |
| 8                             | Sérvia                        | László Német, S.V.D.                  | 68                            | Arcebispo de Belgrado                                                                                     | Cardeal-presbítero de Santa Maria Stella Maris                         |
| 9                             | Brasil                        | Jaime Spengler, O.F.M.                | 64                            | Arcebispo de Porto Alegre                                                                                 | Cardeal-presbítero de São Gregório Magno na Via Magliana Nova          |
| 10                            | Costa do Marfim               | Ignace Bessi Dogbo                    | 63                            | Arcebispo de Abidjan                                                                                      | Cardeal-presbítero de Santos Mário e Companheiros Mártires             |
| 11                            | Argélia                       | Jean-Paul Vesco, O.P.                 | 62                            | Arcebispo de Argel                                                                                        | Cardeal-presbítero de Sagrado Coração de Jesus agonizante em Vitinia   |
| 12                            | Irã                           | Dominique Joseph Mathieu, O.F.M.Conv. | 61                            | Arcebispo de Teerã-Isfahan                                                                                | Cardeal-presbítero de Santa Joana Antida Thouret                       |
| 13                            | Itália                        | Roberto Repole                        | 57                            | Arcebispo de Turim                                                                                        | Cardeal-presbítero de Jesus Divino Mestre na Pineta Sacchetti          |
| 14                            | Itália                        | Baldassare Reina                      | 54                            | Vigário Geral de Sua Santidade para a Diocese de Roma                                                     | Cardeal-presbítero de Santa Maria da Assunção e São José em Primavalle |
| 15                            | Canadá                        | Frank Leo                             | 53                            | Arcebispo de Toronto                                                                                      | Cardeal-presbítero de Nossa Senhora da Saúde em Primavalle             |
| 16                            | Lituânia                      | Rolandas Makrickas                    | 52                            | Arcipreste coadjutor da Basílica de Santa Maria Maior                                                     | Cardeal-diácono de Santo Eustáquio                                     |
| 17                            | Ucrânia                       | Mykola Bychok, C.Ss.R.                | 44                            | Eparca dos Santos Pedro e Paulo de Melbourne dos Ucranianos                                               | Cardeal-presbítero de Santa Sofia na Via Boccea                        |
| 18                            | Inglaterra                    | Timothy Peter Joseph Radcliffe, O.P.  | 79                            | Mestre-geral-emérito da Ordem dos Pregadores                                                              | Cardeal-diácono de Santíssimos Nomes de Jesus e Maria na Via Lata      |
| 18                            | Itália                        | Fabio Baggio, C.S.                    | 59                            | Subsecretário para Migrantes e Refugiados do Dicastério para o Serviço do Desenvolvimento Humano Integral | Cardeal-diácono de São Filipe Néri em Eurosia                          |
| 20                            | Índia                         | George Jacob Koovakad                 | 51                            | Funcionário da Secretaria de Estado da Santa Sé                                                           | Cardeal-diácono de Santo António de Pádua na Circonvallazione Appia    |
| 21                            | Itália                        | Domenico Battaglia                    | 61                            | Arcebispo de Nápoles                                                                                      | Cardeal-presbítero de São Marcos em Agro Laurentino                    |
| Renunciou a nomeação          |                               |                                       |                               | |                                                                        |
| —                             | Indonésia                     | Paskalis Bruno Syukur, O.F.M.         | 62                            | Bispo de Bogor                                                                                            | Cardeal-presbítero                                                     |